# Паллотти, Луиджи
Луиджи Палотти (итал. Luigi Pallotti; 30 марта 1829, Альбано-Лациале, Папская область — 31 июля 1890, Рим, королевство Италия) — итальянский куриальный кардинал. Секретарь Священной Конгрегации образования с 1877 по 1880. Секретарь Священной Конгрегации по чрезвычайным церковным делам с 29 октября 1882 по 23 мая 1887. Префект Верховного трибунаал апостольской сигнатуры правосудия с 20 февраля 1889 по 31 июля 1890. Кардинал-дьякон с 23 мая 1887, с титулярной диаконией Санта-Мария-ад-Мартирес с 26 мая 1887.